# Парк XIX століття (Лівчиці)
Парк XIX ст. — парк-пам'ятка садово-паркового мистецтва місцевого значення в Україні. Розташований у межах Жидачівського району Львівської області, в західній частині села Лівчиці. 
Площа 2 га. Статус надано згідно з рішенням виконкому Львівської обласної ради від 9 жовтня 1984 року № 495. Перебуває у віданні Лівчицької школи-інтернату. 
Статус надано для збереження парку, закладеного в XIX ст. Зростають такі деревні породи: дуб, липа, ясен, кедр, сосна, ялина, тюльпанне дерево тощо. На території парку розташований палац графів Глуховецьких (збудований 1895 р.), в якому нині міститься Лівчицька школа-інтернат.